# Комс (Техас)
Комс (англ. Combes) — місто (англ. town) в США, в окрузі Камерон штату Техас. Населення — 2999 осіб (2020).

## Географія
Комс розташований за координатами 26°14′47″ пн. ш. 97°43′36″ зх. д. / 26.24639° пн. ш. 97.72667° зх. д. (26.246380, -97.726703).  За даними Бюро перепису населення США в 2010 році місто мало площу 7,98 км², з яких 7,84 км² — суходіл та 0,14 км² — водойми.

## Демографія
Згідно з переписом 2010 року, у місті мешкало 2895 осіб у 943 домогосподарствах у складі 748 родин. Густота населення становила 363 особи/км².  Було 1133 помешкання (142/км²).
Расовий склад населення:
| - 83,4 % — білих - 0,6 % — корінних американців - 0,5 % — чорних або афроамериканців - 0,3 % — азіатів - 14,3 % — осіб інших рас |

До двох чи більше рас належало 0,9 %. Частка іспаномовних становила 77,6 % від усіх жителів.
За віковим діапазоном населення розподілялося таким чином: 26,8 % — особи молодші 18 років, 52,9 % — особи у віці 18—64 років, 20,3 % — особи у віці 65 років та старші. Медіана віку мешканця становила 39,5 року. На 100 осіб жіночої статі у місті припадало 93,5 чоловіків;  на 100 жінок у віці від 18 років та старших — 90,3 чоловіків також старших 18 років.
Середній дохід на одне домашнє господарство  становив 50 009 доларів США (медіана — 35 968), а середній дохід на одну сім'ю — 58 023 долари (медіана — 43 839). Медіана доходів становила 31 607 доларів для чоловіків та 35 875 доларів для жінок. За межею бідності перебувало 26,5 % осіб, у тому числі 37,4 % дітей у віці до 18 років та 29,2 % осіб у віці 65 років та старших.
Цивільне працевлаштоване населення становило 1047 осіб. Основні галузі зайнятості: освіта, охорона здоров'я та соціальна допомога — 28,9 %, транспорт — 10,4 %, науковці, спеціалісти, менеджери — 9,7 %, роздрібна торгівля — 9,4 %.